# Lepanthes lophius
Lepanthes lophius là một loài thực vật có hoa trong họ Lan. Loài này được Luer mô tả khoa học đầu tiên năm 1983.